# Lomé
Lomé – stolica Togo, państwa w zachodniej Afryce. Miasto położone na Wybrzeżu Niewolniczym, nad Zatoką Gwinejską; ośrodek administracyjny regionu Maritime.

## Ludność
Populacja w 1998 r. wynosiła ok. 466 tys. mieszkańców, zaś w 2003 osiągnęła wartość ok. 750 tys. Miasto rozrosło się na tyle, że tworzy konurbację z miastem Aflao znajdującym się po drugiej stronie granicy z Ghaną

## Znaczenie
Lomé jest głównym ośrodkiem administracyjnym i przemysłowym oraz najważniejszym portem Togo. 

## Historia i współczesność
Miasto zostało założone w XVIII wieku przez lud Ewe. Zdobyte przez niemieckich kolonizatorów w latach 70. XIX wieku, należało do niemieckiej kolonii Togoland, a w roku 1897 stało się stolicą tej kolonii. Swój gwałtowny rozwój miasto przeżyło w drugiej połowie XX wieku. Na początku XX wieku liczyło zaledwie 2000 mieszkańców, w tym 30 białych. W 1950 miasto miało już 30 tys. mieszkańców. W momencie odzyskania przez Togo niepodległości w 1960 liczyło już 80 tys. mieszkańców, wzrastając do 750 tys. w 2003. 
Mimo rozwoju dominuje zabudowa 1-2 piętrowa. Strefa kolejowa rozdziela miasto na dwie części: zachodnią, reprezentacyjną, rządową i hotelową oraz wschodnią, handlowo-finansową, z bazarem, częścią willową i najbardziej na wschód wysuniętymi slumsami w rejonie portu, którego budowę finansowo wspomagała RFN.

## Obiekty i osobliwości

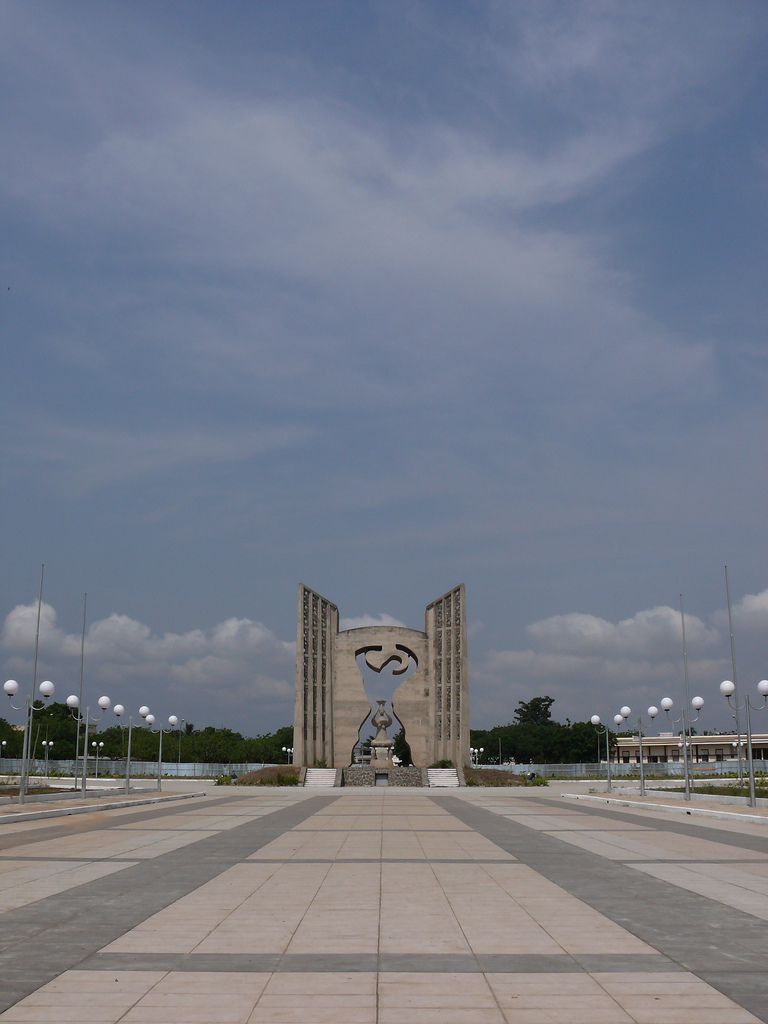
Pomnik niepodległości

W mieście znajdują się:
- Port lotniczy Lomé,
- uniwersytet,
- muzeum narodowe,
- Pałac Republiki,
- neogotycka katedra[2].

## Związani z miastem
- Emmanuel Adebayor – piłkarz reprezentacji Togo.

## Miasta partnerskie
- Bay City (USA)
- Duisburg (Niemcy)
- Shenzhen (Chiny)
- Tajpej (Tajwan)